# Bromid rubidný
Bromid rubidný je anorganická sloučenina (halogenid) se vzorcem RbBr.

## Příprava
Existuje několik způsobů přípravy bromidu rubidného. Jeden z nich spočívá v reakci hydroxidu rubidného s kyselinou bromovodíkovou:
RbOH + HBr → RbBr + H2O.
Jiným způsobem je neutralizace uhličitanu rubidného kyselinou bromovodíkovou:
Rb2CO3 + 2 HBr → 2 RbBr + H2O + CO2.
Také by jej bylo možné připravovat přímým slučováním kovového rubidia s bromem, ovšem jedná se o neekonomický způsob přípravy, jelikož kovové rubidium je podstatně dražší než uhličitan nebo hydroxid, kromě toho tato reakce může být výbušná.

## Struktura
RbBr má krystalickou strukturu jako NaCl se délkami hran 685 pm.

## Podobné sloučeniny
- Fluorid rubidný
- Chlorid rubidný
- Jodid rubidný
- Bromid lithný
- Bromid sodný
- Bromid draselný
- Bromid cesný